# Bozsik Aréna
A Bozsik Aréna egy labdarúgó stadion Budapesten, Magyarországon, amelyet 2021-ben adtak át.Az arénát a Budapesti Honvéd és a magyar válogatott egykori labdarúgójáról, Bozsik József után nevezték el. A stadion a Budapest Honvéd FC hazai pályája.

## Történelem
2014. november 20-án kiderült, hogy a Bozsik Aréna rekonstrukciója 2015-ben kezdődik és 2016-ban fejeződik be. A stadion a magyar állam, nevezetesen a Nemzeti Sportcenter tulajdonát képezi. Az új stadion befogadóképessége 9000 fő lesz, 900 VIP ülőhely, 350 skybox és 100 négyzetméteres vegyes zóna lesz a sajtó számára.
Az új stadion tervezésével az Óbuda Group céget bízták meg. A tervezés 2014-ben kezdődött és 2015 nyarán fejeződött be.
2018. október 11-én bejelentették, hogy az építkezés 2019-ben kezdődhet meg, de ez csúszott egy évvel.
2019. február 21-én hivatalosan megkezdték a régi stadion bontását.

### Építkezés
2019. március 21-én hivatalosan megkezdték az új stadion építését. Az ünnepségen jelen volt Szabó Tünde sportminiszter és George F. Hemingway, a Budapest Honvéd akkori tulajdonosa is. Szabó Tünde szerint a stadion fontos lesz Budapest és Kispest számára egyaránt. Szabó Tünde azt is tudta, hogy hihetetlenül fontos pillanat volt ez a magyar futball történetében, hiszen Puskás Ferenc és Bozsik József is ezen a pályán kezdte kiemelkedő karrierjét. Azt is elmondta, hogy a Bajnokok Ligája döntőjének kivételével minden típusú hivatalos UEFA mérkőzést meg lehet majd rendezni az új stadionban. Az új stadion 8200 nézőt fog majd befogadni, a főtribün pedig háromemeletes lesz. A modern reflektorfény-rendszerek lehetővé teszik a mérkőzések HD minőségben történő sugárzását. A kivitelező cégek a Pharos 95 Sportpályaépítő Kft. és a West Hungária Bau Kft lesznek. Hemingway azt is elmondta, hogy a Pharos 95 cég építette korábban a klub edzőközpontját is. Az ünnepségen 250 ember volt jelen, köztük Gajda Péter, Kispest polgármestere.
2019. július 17-én új képeket közölt az építkezéssel kapcsolatban a Nemzeti Sport. 2019. október 17-én az állványok U alakot formáltak. 2019. december 6-án elérték a leendő stadion legmagasabb pontját.

### Stadionavató
A Bozsik Aréna ünnepélyes avatómérkőzését 2021. július 24-én tartották, amikor is a Honvéd a spanyol Villarreal B-csapatával 0–0-s döntetlent játszott.

## Költségek
Zsilák Szilvia az Átlátszón megjelent cikke szerint a kezdeti költségeket 5 milliárd forintra becsülték. Az építkezés során azonban a költségek 11,7 milliárd forintig emelkedtek.
2020. április 22-én bejelentették, hogy a stadion építéséhez elkülönítettek további 1 milliárd forintot.
2020. július 6-án kiderült, hogy az építkezés további 6 milliárd forint támogatást kap.

## Szobrok
Szőke Gábor Miklós szobrát, egy oroszlánt, a stadion elé helyezték. Szőke korábbi munkái között szerepel a Ferencvárosi TC sas és az Atlanta Falcons sólyma. 